# Фульвий Пий
Фульвий Пий (лат. Fulvius Pius) — римский политический деятель и сенатор первой половины III века.

## Биография
Скорее всего, Фульвий Пий происходил из рода Фульвиев, который переселился из Италии в Лептис-Магну в эпоху правления императора Октавиана Августа. Вероятно, он был родственником матери императора Септимия Севера Фульвии Пии или префекта претория Гая Фульвия Плавтиана. О карьере Пия известно только лишь то, что в 238 году он занимал должность ординарного консула. Его коллегой был Понтий Прокул Понтиан.